# گریفیث (برزرک)
گریفیث (به ژاپنی: グリフィス, Gurifisu) یک شخصیت خیالی و هماورد اصلی مجموعه مانگای برزرک اثر کنتارو میورا است. گریفیث رهبر باند مزدور «گروه شاهین» است. پس از ملاقات با گاتس، گریفیث او را در نبرد شکست می‌دهد و او را مجبور می‌کند تا به «گروه شاهین» بپیوندد و در نهایت اعلان مالکیت نسبت به او می‌کند. رابطه پویا و متلاطم بین گاتز و گریفیث، کانون اصلی مانگا را تشکیل می‌دهد. در طول کسوف، برای رسیدن به رؤیای خود برای به دست آوردن پادشاهی، او گروه شاهین را قربانی می‌کند تا عضو جدید دست خدا شود و به عنوان "بال‌های تاریکی" فمتو (به ژاپنی: フェムト) نامگذاری می‌شود
پاسخ انتقادی به گریفیث بسیار مثبت بوده‌است. او به خاطر اینکه چگونه به عنوان یک فویل برای گاتس عمل می‌کند و تبدیل شدنش به یک شرور مورد تحسین قرار گرفته‌است.

## مفهوم و خلقت
در مصاحبه‌ای، کنتارو میورا، نویسنده فاش کرد که دوستی او با کوجی موری، هنرمند بعدی مانگا، تا حدی الهام بخش رابطه بین گاتس و گریفیث بود. میورا اظهار داشت که از همان ابتدا تضاد گریفیث را برنامه‌ریزی نکرده بود و این کار را در جلد سوم آغاز کرد. میورا گفت: "اول از همه، اگر گاتس عصبانی باشد، باید موضوعی از آن عصبانیت وجود داشته باشد؛ بنابراین از خودم پرسیدم که مردم از چه چیزی عصبانی می‌شوند، و خوب، چیزی که شما زیاد می‌بینید قاتل پدر و مادر است، اما همان‌طور که قبلاً گفتم، من کسی بودم که دوستی برایش اهمیت زیادی داشت، بنابراین ایده هدف گرفتن از خشم گاتس به‌طور طبیعی یکی از دوستان، یا حداقل مردی هم سن و سال به ذهنش خطور کرد.»
میورا اظهار داشت که در ابتدا قصد داشت فمتو، تجسم دست خدای گریفیث را به دشمن گاتس تبدیل کند. اما پس از پایان «آرک داستانی دوران طلایی»، شخصیت گریفیث بیش از حد برجسته شد و میورا از او می‌خواست که با گاتس در آن فرم بجنگد، زیرا «همان شکلی که قبلاً داشت اما قدرتمند بود، روند رویارویی آن‌ها را آسان‌تر می‌کرد.» وقتی به میورا گفته شد که گریفیث در طول داستان به سمت مبارزه گریفیث با گانیشکا شبیه یک قهرمان به نظر می‌رسد، میورا اظهار داشت که قصد دارد «گریفیث را به عنوان شخصیتی به تصویر بکشد که به ندرت دربارهٔ وضعیت ذهنی خود صحبت می‌کند، اما شخصیت‌هایی را دور خود جمع می‌کند که خود را بیان می‌کنند. احساسات تأثیر معکوس در بالا بردن خود گریفیث دارند.»

## ظاهر

### مانگای برزرک
گریفیث که یک کودک خیابانی به‌شمار می‌رفت، از کودکی آرزو داشت پادشاهی خود را به دست آورد. گریفیث به عنوان رهبر مؤسس واحد مزدور «گروه شاهین» معرفی می‌شود و پس از شکست دادن گاتس در دوئل، او را بر خلاف تمایلش به خدمت می‌گیرد. سه سال بعد، با رهبری گریفیث گروه هاوک، به جنگ صدساله پایان دادند و صلح را در میدلند به ارمغان آوردند. اما گاتس پس از شکست دادن گریفیث در دوئلی دیگر، با شنیدن ایده‌آل دوستی گریفیث و دنبال کردن رؤیای خود، گروه هاوک را ترک می‌کند. اما این باعث می‌شود که گریفیث پریشان در لحظه‌ای از ضعف با پرنسس شارلوت بخوابد، که منجر به زندانی شدن و شکنجه‌های فلج‌کننده‌اش برای یک سال پیش از نجات دوباره توسط گروه هاوک شد. گریفیث با درک وضعیت نامعتبر فعلی خود و ناامیدی از ناتوانی خود در رسیدن به رؤیای خود، بهلیت زرشکی را که در کودکی در طی یک خورشیدگرفتگی دریافت کرده بود، آغاز می‌کند. در کُسوف، گریفیث به یاد کسی می‌افتد که همیشه در حالی که تصمیم می‌گرفت گروه شاهین را قربانی کند تا به‌عنوان عضو نهایی دست خدا دوباره متولد شود، با قدرت پشت خدادست ملاقات کرد و در عین حال فهمید که همه چیز برای تبدیل شدن به مسیح ترتیب داده شده بود. برای قضاوت در مورد سرنوشت نهایی بشریت او پس از استفاده از روح قربانیان برای صعود به شکل فمتو، به تجاوز به کاسکا در مقابل گاتس ادامه می‌دهد که در نتیجه فرزند متولد نشده‌اش فاسد شده‌است.
دو سال بعد، گریفیث از طریق بدن گاتس و کودک آلوده کاسکا از طریق مراسم تجسم هزار ساله در آلبیون که توسط «تخم‌مرغ جهان کامل» سازماندهی شده بود، به دنیای فیزیکی تجسم یافت. پس از برخورد با گاتس، گریفیث گروه جدیدی از هاوک متشکل از انسان‌ها و حواریون را ایجاد می‌کند تا با ارتش مهاجم کوشانی به عنوان رهبر ارتش میدلند با حمایت کلیسای مقدس مخالفت کنند. گریفیث پس از وارد کردن یک جراحت مهلک به گانیشیکا برای ایجاد یک بینابینی جهانی، اختلاط جهان فیزیکی و ماوراء طبیعی، پادشاهی فالکونیا را به عنوان آخرین سنگر بشریت تحت یک دیکتاتوری تأسیس می‌کند.

### سایر ظواهر
گریفیث یک شخصیت قابل کنترل در بازی ویدیویی برزرک و گروه شاهین است.

## بازتاب‌ها
شخصیت پردازی گریفیث موضوع مطالعاتی بوده‌است و در مورد اینکه آیا خیانت او در پایان دوران طلایی یک تصمیم مستقل بود یا ناشی از عوامل خارجی فراتر از کنترل او بود. ناتالیا کوچما در تحلیل خود از فراانسان گرایی و مسائل اخلاقی مرتبط با آن در برزرک، گریفیث را مورد بحث قرار می‌دهد و به اصلاح «موضوعیت و جسمانی بودن او در ازای تحقق رؤیای پادشاهی خود» اشاره می‌کند.
آن لاونروث از انیمه نیوز نتورک، گریفیث را «شرور کامل» نامید و جنبه انسانی شخصیت او و هامارتیای او را که منجر به انتخاب او در خورشیدگرفتگی می‌شود، تمجید کرد. گریفیث در فهرست پیست از "۲۰ تا از بزرگترین شرورهای انیمه" در جایگاه دوم قرار گرفت و توسن ایگان او را "فیلم عالی برای جراحات برسرک" نامید - دو مردی که نبردشان با یکدیگر مظهر مبارزه موضوعی بین سرنوشت و خود است. -تصمیم اشتباه نکنید، گریفیث یک شرور در ابعاد لوسیفری است." دنیل بریسکو از The Fandom Post اشاره کرد که گریفیث شخصیتی مرموز به دلیل مهارت فوق‌العاده و در عین حال دلسوز است و اظهار داشت که «کسی که در رهبری و مبارزه برای داشتن این ویژگی‌ها مهارت دارد، این کار را جذاب‌تر می‌کند.» لنیشا کمپبل پیشرفت گریفیث را در جلد ۴ ستایش کرد و گفت که جنبه انحرافی گریفیث در فصل‌های قبلی و منجر به خیانت فجیع او به پیروان وفادارش، «او را به عنوان یک شرور تثبیت می‌کند که در آینده یک آنتاگونیست قدرتمند خواهد بود.» اسکایلر آلن اجرای کسوف توسط میورا را ستود و اظهار داشت: «خیانت گریفیث به همه کسانی که تا به حال به او اهمیت می‌دادند، بیانیه نهایی جاه‌طلبی است. برسرک همیشه جاه طلبی را به عنوان چیزی حیاتی برای انسان بودن تعریف می‌کرد، اما کسوف به ما یادآوری می‌کند که به همین راحتی می‌تواند منجر به ترک انسانیت ما شود. جاه طلبی گریفیث او را به اوج رساند، اما او را به یک هیولای تحت اللفظی و استعاری تبدیل کرد.»